# Théorie du nudge
Pour les articles homonymes, voir Nudge.
La théorie du nudge (ou théorie du paternalisme libéral) est un concept des sciences du comportement, de la théorie politique et d'économie issu des pratiques de design industriel qui fait valoir que des suggestions indirectes peuvent, sans forcer, influencer les motivations et inciter à la prise de décision des groupes et des individus, de manière au moins aussi efficace que l'instruction directe, la législation ou l'exécution. De telles suggestions se trouvent dans les pratiques courantes de marketing visant à influencer un comportement d'achat jusqu'à mener à l'acte d'achat (susciter, suggérer, proposer, imposer).

## Définition
Le nudge (« coup de coude » , ou « coup de pouce » en français), vise à inciter des individus ou l'ensemble d'un groupe humain à changer tels comportements ou à faire certains choix sans les mettre sous contrainte, obligation ni menace de sanction. Cette méthode d’influence est qualifiée de « paternalisme libertarien » car elle permet aux individus de faire leurs choix sans coercition. Elle a été mise en lumière, en 2008, par Richard Thaler et Cass Sunstein dans leur livre Nudge : Améliorer les décisions concernant la santé, la richesse et le bonheur. Ces derniers le définissent de la façon suivante[réf. nécessaire] :

« Le nudge, le terme que nous utiliserons, est un aspect de l'architecture du choix qui modifie le comportement des gens d'une manière prévisible sans leur interdire aucune option ni modifier de manière significative leurs motivations économiques. Pour ressembler à un simple « coup de pouce », l'intervention doit être simple et facile à esquiver. Les « coups de pouce » ne sont pas des règles à appliquer. Mettre l’évidence directement sous les yeux est considéré comme un coup de pouce. Interdire uniquement ce qu’il ne faut pas faire ou choisir ne fonctionne pas. »

## Paternalisme libéral, libertaire ou libertarien?
La traduction de Marie-France Pavillet de l'ouvrage de Thaler et Sunstein traduit l'expression des auteurs « libertarian paternalism » par « paternalisme libertaire ». Ce choix de traduction est parfois critiqué ; on peut lui préférer « paternalisme libéral » ou « paternalisme libertarien ».
En anglais toutefois, l'adjectif liberal renvoie à une doctrine politique soucieuse de redistribution et de droits des minorités, tandis que libertarian renvoie à une doctrine politique qui fonde la société sur la liberté de chaque individu d’exercer son plein droit de propriété sur lui-même ainsi que les droits de propriété. La théorie de Thaler et Sunstein relève bien en ce sens du libertarianism (libertarianisme) et non du liberalism[réf. nécessaire].

## Applications de la théorie

### Politique intérieure
L'ancien Premier ministre britannique David Cameron et l'ancien président des États-Unis Barack Obama ont tous deux cherché à utiliser la théorie du « coup de pouce » pour faire avancer leurs objectifs de politique intérieure pendant leurs mandats. Enthousiasmés par les idées issues de l’économie comportementale, ils ont créé chacun leur unité Nudge, respectivement en 2010 et en 2013, afin d'étudier les moyens de pousser les citoyens à prendre les « bonnes décisions » pour lutter contre l’obésité, favoriser le recyclage, réguler la consommation d’énergie, etc.,.
Au Royaume-Uni, l’unité Nudge appelée Behavioural Insights Team (BIT) est dirigée depuis sa création par le psychologue David Halpern. Cette unité, créée à l’origine pour appliquer la théorie du Nudge au sein du gouvernement britannique, a été transformée en 2014 en une société anonyme possédée en partie par le gouvernement, ses employés et la fondation britannique Nesta,. Son siège social est situé à Londres mais l’entreprise possède aujourd’hui des bureaux à Manchester, aux États-Unis (New York et Washington, DC), à Singapour, en Australie (Sydney), en Nouvelle-Zélande (Wellington), en France (Paris) et au Canada (Toronto).

#### France
La Behavioural Insights Team britannique opère également en France depuis 2018, à l’origine grâce à un partenariat avec la Direction Interministérielle de la Transformation Publique (DITP) au sein du ministère de la Transformation et de la Fonction Publique. En 2020 la Behavioural Insights Team a ouvert des bureaux permanents à Paris avec des conseillers transférés de Londres. La Behavioural Insights Team France est dirigée par l’économiste Laura Litvine.
Au sein de la Direction interministérielle de la transformation publique (DITP), une équipe de 5 chercheurs sous la direction de Stephan Giraud travaillent sur la théorie du Nudge et ses applications dans l’administration française. Les sujets traités concernent notamment la simplification administrative, les discriminations à l’embauche et le paiement des cotisations des autoentrepreneurs.

### Aménagement urbain

#### Transports publics
La théorie du nudge a été utilisée dans plusieurs villes de France pour améliorer la propreté ou la circulation à l’aide de la signalétique ou du mobilier urbain. Par exemple, la SNCF a mis en place dans certaines gares des cheminements originaux rappelant une piste d’athlétisme ou des empreintes de pas pour fluidifier les déplacements,. La SNCF s'est aussi associée au psychologue Nicolas Fieulaine pour rendre plus agréable les déplacements dans le métro de Lyon. En inscrivant un message motivant sur un escalier, la fréquentation de celui-ci s’est accrue de 350% la première semaine.
En 2009, la ville de Stockholm, pour inciter la population à utiliser des escaliers dans le métro plutôt que les escaliers roulants, a mis en place des escaliers musicaux. Les usagers, emballés par l'installation, ont alors délaissé l'escalator et de cette manière ont été conduits à faire un effort physique.

#### Sécurité routière
La ville de Boston a développé avec le soutien d’une startup du MIT une application pour smartphone appelée Safest Driver, qui encourage les utilisateurs à comparer leurs statistiques de vitesse, de freinage ou de distraction lors de la conduite,. Ce dispositif de Nudge repose sur le sens de la compétition et la volonté de se conformer au groupe. Le département des transports de Boston explique que cette application est plus efficace pour la sécurité routière qu’une campagne de sensibilisation car elle permet aux conducteurs de s’interroger sur leur comportement au volant.

### Alimentation

#### Habitudes alimentaires
La théorie du nudge est également appliquée à la gestion d'entreprise et à la culture d'entreprise, notamment en matière de santé, de sécurité, d'environnement (QHSE) et de ressources humaines :

« Imaginons qu’à la fin de chaque mois on vous attribue des points en fonction de ce que vous avez mangé, et que vous puissiez comparer avec vos collègues de bureau. Selon la théorie du nudge, vous serez incités à lever le pied sur les aliments gras. »

#### Changement d'alimentation
Plusieurs chercheurs ont proposé d'appliquer la théorie du nudge au monde de la restauration, afin de favoriser une alimentation végétarienne. De nombreuses recherches ayant montré qu'une consommation excessive de produits carnés pose problème pour la santé, l'environnement et le bien-être animal, il est recommandé par de nombreux médecins, environnementalistes et défenseurs de la cause animale de diminuer (voire pour certains d'en supprimer) la consommation de viande, et de manger davantage de protéines végétales. Néanmoins, convaincre les consommateurs de changer leurs habitudes alimentaires s'avère être une tâche complexe, puisque la décision de continuer à consommer de la viande relève de processus psychosociaux et socio-démographiques divers,.
Une des solutions proposées consiste à modifier les menus des restaurants en mettant plus en avant les plats végétariens, par exemple en présentant ces derniers comme le choix « par défaut » sur le menu d'une cafétéria. Une étude de Vaan et al. (2019) est arrivée à la conclusion qu'en rendant la viande optionnelle sur un menu de restaurant, non seulement on stimulait le choix de plats végétariens mais, en plus, on en normalisait l'existence, et cela pouvait même inciter les gens à évoluer vers un régime flexitarien.
En encourageant les gens à changer leur alimentation, les options « par défaut » semblent donc mener à de bons résultats auprès du public ciblé par ces études. Déployer la théorie du nudge dans les services alimentaires permettrait aux individus d'adopter des pratiques plus respectueuses de l'environnement, ce qui pourrait les inciter à intégrer à leur quotidien des pratiques alimentaires plus durables,.

### Hygiène publique

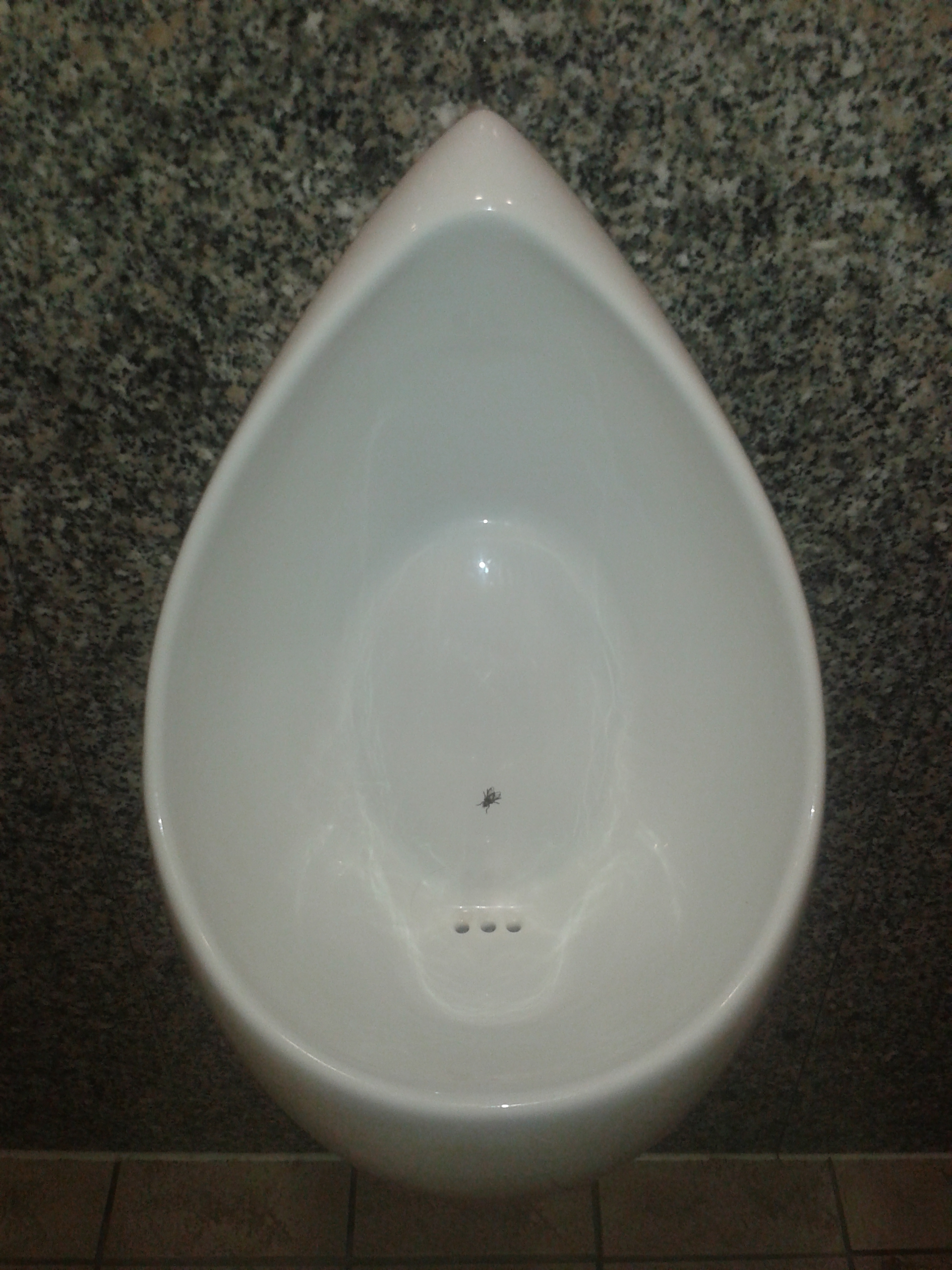
Image de mouche dans un urinoir incitant à ne pas uriner à côté.

La théorie du nudge peut aussi être appliquée dans les espaces publics afin de faire respecter les règles de savoir-vivre et de civisme, comme à l’aéroport d’Amsterdam, où de fausses mouches ont été apposées au fond des urinoirs afin d'inciter leurs utilisateurs à bien viser, ce qui aurait permis une réduction de 80 % des dépenses de nettoyage des toilettes,. L'idée de coller des mouches au fond de l'urinoir serait, selon Thaler et Sunstein, à porter au crédit d'Aad Kieboom, présenté comme un « économiste ». D'après ce dernier (qui est en réalité un gestionnaire à l'aéroport d'Amsterdam et qui admet que l'invention de la mouche doit être portée au crédit d'un de ses collègues, responsable du service propreté), ce sont les éclaboussures autour de l'urinoir qui ont été diminuées de 80 % (selon une estimation approximative), la réduction des dépenses de nettoyage des toilettes étant, quant à elle, plus proche de 8 % (selon une estimation elle aussi approximative),.

### Politique de santé

#### Campagne vaccinale
Lors de la pandémie de Covid-19, la "Nudge unit" de l'entreprise BVA conseille le gouvernement français sur des leviers permettant d'inciter les Français à adopter un comportement responsable[Quoi ?]. La Direction interministérielle de la transformation publique (DITP) a également travaillé en lien avec l’Assurance maladie pour renforcer les traçages des cas contacts lors de la pandémie du Covid.

#### Dons d'organes
Une étude de 2013 des économistes et psychologues Eric J. Johnson et Daniel Goldstein mettait en lumière la différence entre le consentement au don d’organe dans les pays avec un système opt-in ou opt-out. Certains pays comme l’Allemagne et les Pays-Bas demandent un consentement exprès du citoyen afin de prélever ses organes (opt-in) et ont un taux de consentement au don d’organe assez faible (12% en Allemagne et 27% aux Pays-Bas). En Autriche ou en Belgique, chacun est donneur par défaut sauf décision contraire (opt-out). Le taux de consentement au don est beaucoup plus élevé : 99% en Autriche, 98% en Belgique,.
En France, depuis le 1er janvier 2017, le même système est appliqué. Les Français sont tous donneurs potentiels sauf en cas d’inscription au registre national des refus. Ce Nudge vise à lutter contre la force de l’inertie en utilisant un système par défaut, afin d’éviter aux citoyens d’avoir à faire un choix. Cependant, cette politique a été critiquée pour ne pas faire la différence entre le consentement éclairé et l’absence d’expression d’une opinion. Richard Thaler défend le système de l’Illinois, aux États-Unis, où les conducteurs doivent cocher si oui ou non ils souhaitent être donneurs potentiels lors du renouvellement de leur permis de conduire.

## Controverses
La théorie du nudge a été critiquée. Dans une étude, Mols et al. (2015) reconnaissent que les dispositifs de nudge peuvent être utiles mais ne parviennent pas à changer les comportements à long terme. Plusieurs critiques soulignent aussi les risques de manipulation de l’opinion publique, et le manque de considérations éthiques a été critiqué notamment par le philosophe Luc Bovens (2009) et Tom Goodwin (2012). D'autres chercheurs comme Karen Yeung (2012) critiquent le manque de fondements scientifiques en neuroscience et en psychologie derrière les dispositifs de nudge utilisés dans les politiques publiques, ce qui remet en cause leur légitimité.
Cass Sunstein a répondu en 2016 aux critiques dans son livre The Ethics of Influence : Government in the Age of Behavioral Science où il défend l’utilisation raisonnée du nudge. Il explique qu’une forme de paternalisme et d’architecture du choix est inévitable dans les politiques publiques.
Un autre sujet de critique est le biais de perception des nudges selon les opinions politiques. Des chercheurs comme David Tannenbaum, Craig R. Fox et Todd Rogers (2017) ont montré que les acteurs publics américains jugeaient les dispositifs de nudge plus éthiques quand ils étaient alignés avec leurs propres opinions politiques. Les chercheurs ont aussi réalisé des tests où les personnes interrogées devaient évaluer des nudges qui n'étaient pas reliés à une politique particulière. Ils ont montré que les nudges ne sont pas partisans, les évaluations des personnes ne variaient pas selon leurs opinions politiques.

## Types
| Fait                      | Nudge                                       |
| ------------------------- | ------------------------------------------- |
| Deux systèmes de pensées  | Parler au système 1, le cerveau automatique |
| Instinct grégaire         | Norme sociale                               |
| Procrastination           | Préciser où, quand et comment               |
| Pouvoir de l’engagement   | L’effet « mesure »                          |
| L'erreur est humaine      | Anticiper les erreurs                       |
| Déconcentration           | Mémo                                        |
| Mauvais en calcul         | Visibilité des coûts                        |
| Peur de perdre ou manquer | Montrer ou cacher les pertes                |
| Mémoire limitée           | Créer des habitudes                         |
| Paresse                   | Choix par défaut ou architecture de choix   |